# Ի
Das Ini (Ի und ի) ist der elfte Buchstabe des armenischen Alphabets. Der Buchstabe stellt den Laut [⁠i⁠] dar und wird im Deutschen mit dem Buchstaben I transkribiert.
Es ist dem Zahlenwert 20 zugeordnet. 

## Zeichenkodierung
Das Ini ist in Unicode an den Codepunkten U+053B (Großbuchstabe) bzw. U+056B (Kleinbuchstabe) zu finden.